# Kawasaki Z800
La Kawasaki Z800 es una Motocicleta fabricada por Kawasaki de su serie Z. Tiene un motor de cuatro cilindros y su diseño es del tipo streetfighter o estándar. Fue introducida al mercado en primavera de 2013.

## Historia
En la larga tradición desde 1972 de la serie Kawasaki Z, la Z800 ocupa el tamaño medio, dentro de la dinastía, desde 2013. Sucesora de la Z750, la que a su vez fue la sucesora en 2004 de la ZR-7.